# Puerto Rico Open 1986
Il Puerto Rico Open 1986 è stato un torneo di tennis giocato sul cemento. È stata la 4ª edizione del torneo, che fa parte del Virginia Slims World Championship Series 1986. Si è giocato a San Juan, in Porto Rico, dal 10 al 16 novembre 1986.

## Campionesse

### Singolare
Raffaella Reggi ha battuto in finale  Sabrina Goleš con il punteggio di 7–6(4), 4–6, 6–3

### Doppio
Lori McNeil /  Mercedes Paz hanno battuto in finale  Gigi Fernández /  Robin White con il punteggio di 6–2, 3–6, 6–4